# Sielsowiet Ołtusz
Sielsowiet Ołtusz (biał. Олтушскі сельсавет, ros. Олтушский сельсовет) – sielsowiet na Białorusi, w obwodzie brzeskim, w rejonie małoryckim, z siedzibą w Ołtuszu.

## Demografia
Według spisu z 2009 sielsowiet Ołtusz zamieszkiwało 2648 osób, w tym 2413 Białorusinów (91,13%), 165 Ukraińców (6,23%), 46 Rosjan (1,74%), 8 Ormian (0,30%), 6 Polaków (0,23%), 4 osoby innych narodowości i 6 osób, które nie podały żadnej narodowości. Był to wówczas najludniejszy sielsowiet rejonu małoryckiego.

## Geografia i transport
Sielsowiet położony jest na Polesiu Brzeskim, w południowowschodniej części rejonu małoryckiego. Od południa graniczy z Ukrainą.
Przez sielsowiet przebiega droga republikańska R17, w ciągu której na terytorium sielsowietu położone jest drogowe przejście graniczne Ołtusz.

## Historia
17 września 2013 do sielsowietu Ołtusz przyłączono trzy wsie (Horochowiszcze, Karpin i Zburaż) z likwidowanego tego dnia sielsowietu Małoryta.

## Miejscowości
- agromiasteczko:
  - Ołtusz
- wsie:
  - Chmieliszcze
  - Chmielówka
  - Dworyszcze
  - Halówka
  - Horochowiszcze
  - Jabłoczno
  - Jamica
  - Karpin
  - Łańska (Łańska Kobrynka)
  - Łozica
  - Nikolsk
  - Nowolesie
  - Ociaty
  - Piartyszcza
  - Radzież
  - Zaaziornaja (hist. Annaspaska)
  - Zburaż